# Onze-Lieve-Vrouw-Sterre-der-Zeekapel (Spaubeek)

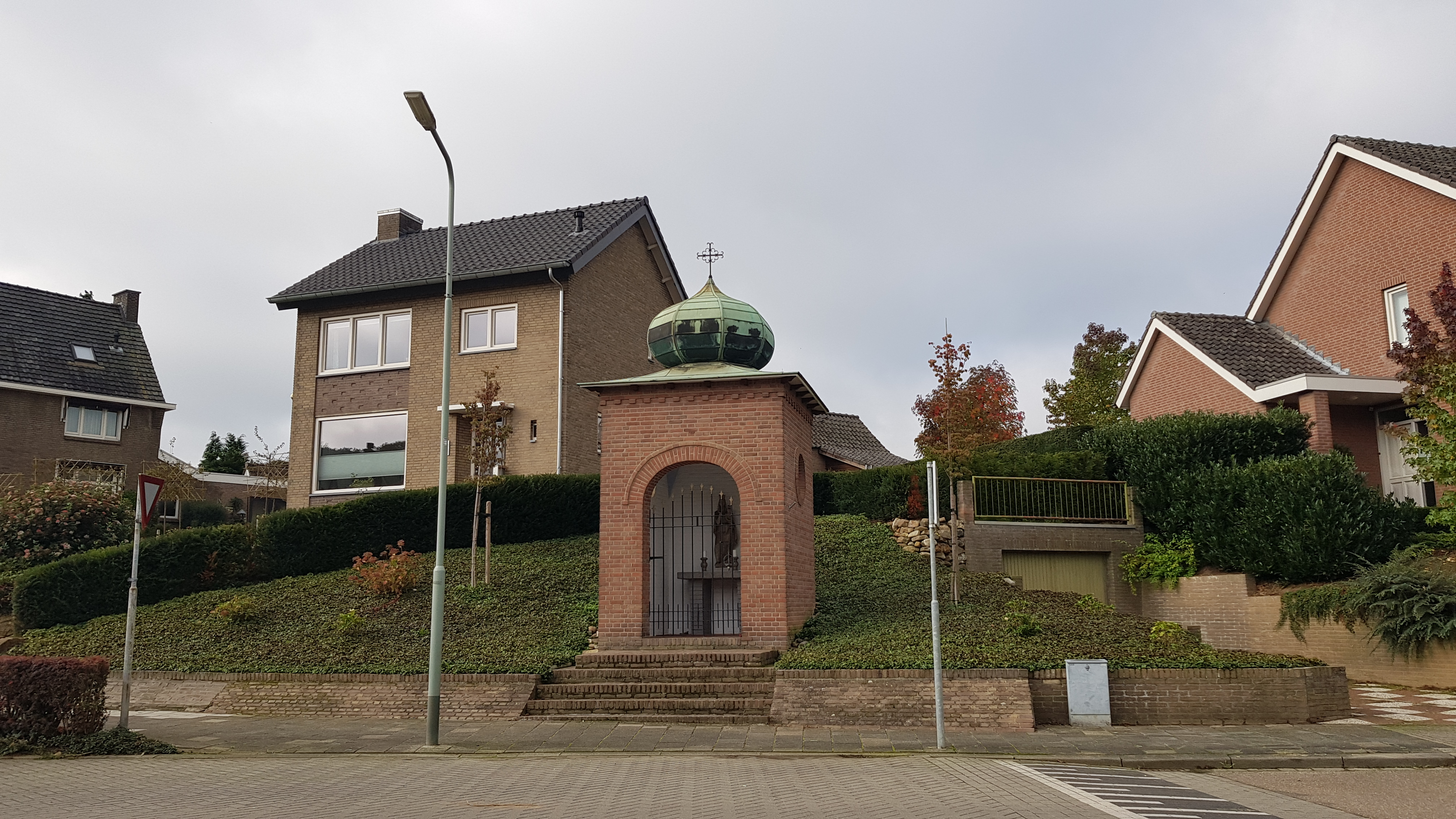
De Onze-Lieve-Vrouw-Sterre-der-Zeekapel

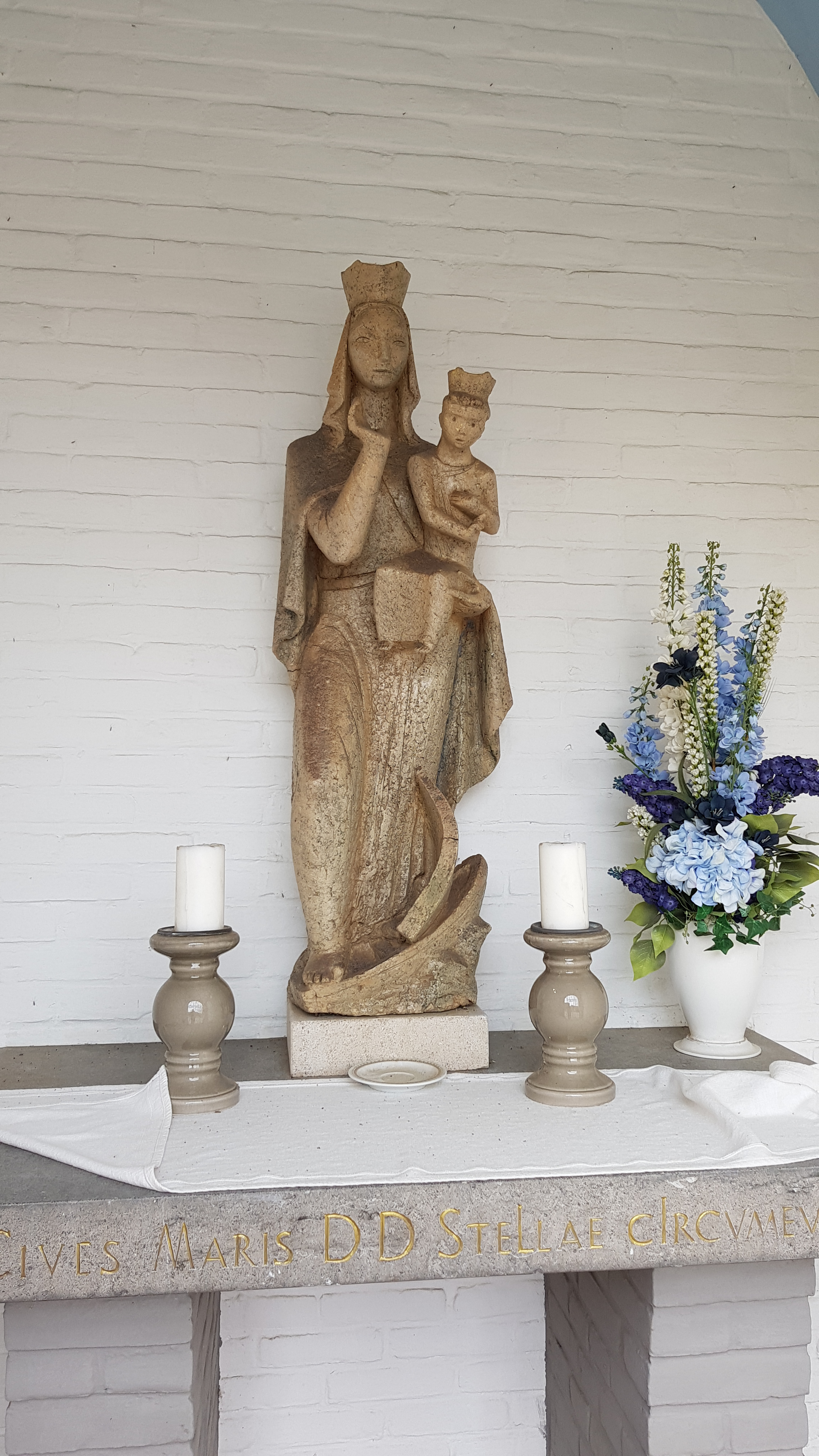
Het Mariabeeld in de kapel

De Onze-Lieve-Vrouw-Sterre-der-Zeekapel is een kapel in Spaubeek in de Nederlands Zuid-Limburgse gemeente Beek. De kapel staat aan de Bongerd vlak bij de splitsing waar deze straat uitkomt op de Kupstraat en de Dorpstraat.
De kapel is gewijd aan Maria, specifiek aan Onze-Lieve-Vrouw Sterre der Zee.

## Geschiedenis
In 1923 werd er door buurtbewoners een kapel gebouwd.
In 1950 moest de oude kapel afgebroken worden om plaats te maken voor wegverbreding.
In 1951 werd er tegenover de standplaats van de oude kapel een nieuwe kapel gebouwd toen het Maastrichtse beeld van de Sterre der Zee door Limburg trok onder begeleiding van bisschop Guillaume Lemmens. Op 9 augustus 1951 werd de kapel door bisschop Lemmens ingezegend.

## Bouwwerk
De open bakstenen kapel is gebouwd op een rechthoekig plattegrond en wordt gedekt door een koperen uidak dat zeldzaam is in Limburg. Op de top van het dak is een gietijzeren kruis aangebracht. Onder de dakrand is in de gevels een tandlijst als profilering toegepast. In de zijgevels is een rond venster met glas-in-lood geplaatst, met geel glas rond een blauwe ster. Deze ster verwijst naar de Sterre der Zee. In de frontgevel heeft de kapel een rondboogvormige toegang.
Van binnen zijn de bakstenen wanden wit en het gewelf blauw geschilderd. Tegen de achterwand is het altaar geplaatst dat bestaat uit een altaarblad geplaatst op twee vierkante wit geschilderde bakstenen kolommen. Aan de voorzijde is in de rand van het natuurstenen altaarblad een tekst gegraveerd:

Cives Maris DD SteLlae cIrcvmevnti(De burgers schonken dit aan de Sterre der Zee bij haar rondgang door Limburg)

De hoofdletters in deze tekst (CMDDLI) vormen samen een chronogram dat het jaartal 1951 aangeeft. Op het altaar is het keramische Mariabeeld geplaatst dat de gekroonde Maria toont met het gekroonde  kindje Jezus op haar linkerarm, terwijl ze zelf staat op een zeilschip.